# Stanisław Hozjusz
Stanisław Hozjusz (en latín: Stanislaus Hosius; 5 de mayo de 1504-5 de agosto de 1579) fue un clérigo polaco, cardenal desde 1561 hasta su muerte. Desde 1551 fue príncipe-obispo del obispado de Varmia, en la Prusia Real, y desde 1558 legado papal ante la corte imperial del emperador del Sacro Imperio Romano Germánico en Viena (Austria). Desde 1566 fue también legado papal en Polonia.

## Biografía
Hozjusz nació en Cracovia, hijo del noble Ulrich Hosse, de Pforzheim. Pasó su primera juventud en Cracovia y Vilna, y a los quince años, ya bien versado en alemán, polaco y latín, ingresó en la Universidad de Cracovia, donde se graduó en 1520. Piotr Tomicki, obispo de Cracovia y vicecanciller de Polonia, le empleó como secretario particular y le confió la educación de sus sobrinos. Tomicki se convirtió en su mecenas y financió sus estudios en las universidades italianas de Padua y Bolonia. En Padua, Reginald Pole fue uno de sus condiscípulos. En Bolonia, estudió jurisprudencia con Hugo Buoncompagni, el futuro Gregorio XIII.
Tras doctorarse en Derecho canónico y civil en la Universidad de Bolonia el 8 de junio de 1534, regresó a Cracovia y se convirtió en secretario de la cancillería real. A la muerte del obispo Tomicki en 1535, continuó como secretario bajo el nuevo vicecanciller, el obispo Jan Chojeński de Płock. Tras la muerte de este último en 1538, Hozjusz fue nombrado secretario real. En ese cargo, gozó de toda la confianza del rey Segismundo I, quien le concedió varias gracias eclesiásticas como recompensa por sus fieles servicios. En 1543, Hozjusz fue ordenado sacerdote. Segismundo I murió en 1548, pero antes de su muerte había dado instrucciones a su hijo y sucesor, Segismundo II, para que propusiera a Hozjusz para la siguiente sede episcopal vacante.
Hozjusz fue nombrado para la sede de Chełmno en 1549. No había buscado esa dignidad y la aceptó de mala gana. A continuación, Segismundo II le envió en una importante misión diplomática a las cortes del rey Fernando I en Praga y del emperador Carlos V en Bruselas y Gante. La misión desembocó en una alianza entre Polonia y las otras monarquías. A su regreso a Polonia, recibió la consagración episcopal en Cracovia el 23 de marzo de 1550, e inmediatamente tomó posesión de su sede. Hozjusz tenía simpatías por los jesuitas y se opuso activamente a la Reforma protestante.
Dos años más tarde, fue nombrado príncipe-obispo de Varmia, en la Prusia Real polaca. Hozjusz redactó la Confessio fidei christiana catholica, adoptada por el sínodo de Piotrków en 1557, y fue un diplomático y administrador sumamente hábil. Hozjusz y Marcin Kromer fueron los dos obispos que más contribuyeron a mantener el catolicismo en la región de Varmia, mientras la vecina Prusia Ducal se convertía en protestante. En 1558, el papa Pablo IV lo convocó a Roma, y pronto se convirtió en un influyente miembro de la Curia romana.
Al año siguiente, el papa Pío IV le nombró su nuncio personal ante Fernando I como emperador del Sacro Imperio Romano Germánico, en la corte de Viena, donde debía trabajar en la reapertura del Concilio de Trento. Se le encargó además que se ganara el apoyo del hijo del emperador, Maximiliano, que parecía tener simpatías protestantes. Por el éxito de su labor, Hozjusz fue ascendido a cardenal en 1561. El papa Pío IV le nombró legado teólogo para la tercera sesión del Concilio de Trento; los otros dos legados eran los cardenales Puteo y Gonzaga.
A pesar de sus problemas de salud, ejerció de mediador entre las distintas facciones del Concilio y abordó cuestiones particulares referentes a Polonia-Lituania, como el estatuto de los Caballeros Teutónicos y el matrimonio de Stanisław Orzechowski. Al finalizar el Concilio, regresó a su país, a pesar de las peticiones de que viajara a Roma para el cónclave papal que debía celebrarse tras la muerte del enfermo Pío IV. El cardenal Truchess llegó a sugerir que Hosius era candidato al papado. En lugar de ir a Roma, regresó a su diócesis, dejando Trento en diciembre de 1563 para aplicar los decretos y cánones del Concilio de Trento. En 1566, el papa Pío V lo consagró legado pontificio en Polonia.
Fundó el liceo de Braunsberg para contrarrestar la rápida expansión de los protestantes. En 1572, el papa Gregorio XIII le nombró miembro de la Congregatio Germania. Murió en Capranica, cerca de Roma, el 5 de agosto de 1579.